# Urban Runner
 (décembre 2014).
Si vous disposez d'ouvrages ou d'articles de référence ou si vous connaissez des sites web de qualité traitant du thème abordé ici, merci de compléter l'article en donnant les références utiles à sa vérifiabilité et en les liant à la section « Notes et références ».
Urban Runner est un jeu d'aventure-thriller en full motion video, développé par Coktel Vision et sorti en 1996.

## Synopsis
Max, journaliste d'investigation, ayant rendez-vous avec Marcos le retrouve mort dans son sauna. Ce meurtre serait apparemment lié à un énorme scandale industriel, promptement étouffé par de mystérieuses et influentes personnalités. Le garde du corps, croyant Max coupable de l'assassinat de son patron le prend aussitôt en chasse et le poursuit à travers la ville.